# Corwith
Pour les articles homonymes, voir Corwith (homonymie).
Corwith est une ville du comté de Hancock, en Iowa, aux États-Unis. Elle est fondée en 1880 et incorporée le 1er juin 1886.

## Source de la traduction
- (en) Cet article est partiellement ou en totalité issu de l’article de Wikipédia en anglais intitulé « Corwith, Iowa » (voir la liste des auteurs).